# Dorota Kobiela
Pour les articles homonymes, voir Kobiela.
Dorota Kobiela, ou DK Welchman depuis son mariage, est une artiste peintre, graphiste, vidéaste et réalisatrice polonaise.

## Biographie
Diplômée de l'Académie des Beaux-Arts de Varsovie, Dorota Kobiela reçoit la «bourse du Ministère de la Culture» pour ses réalisations en peinture et en graphisme pendant quatre années consécutives. Après avoir découvert le cinéma et le cinéma d'animation grâce à des amis proches, elle se lance dans ces nouvelles disciplines artistiques et intègre l'École de cinéma de Varsovie.

## Carrière artistique
Dès 2004, Dorota Kobiela réalise ses premiers courts métrages d'animation avec les créations The Letter et Love Me. En 2006, elle retourne à un cinéma plus classique avec le film court The Hart in Hand.
En 2011, Little Postman est le premier film d'animation au monde, à sa connaissance seulement, à utiliser la peinture stéréoscopique. Il remporte successivement le prix du meilleur court métrage au festival LA 3D Film de Los Angeles, au 3D Stereo Media de Liège et au 3D Film & Music Fest de Barcelone.
Alors qu'elle travaille dans un studio d'animation, l'artiste s'ennuie de la peinture. Pour son sixième court métrage d'animation, Loving Vincent, Dorota Kobiela souhaite allier ses deux passions et peindre elle-même le film en entier. Cependant, alors que le projet s'étend à une réalisation long format, elle doit se résoudre en plus de l'écriture, à diriger les plus de 90 peintres retenus pour le film.
Sorti en octobre 2017, La Passion Van Gogh relate les derniers jours et la mort énigmatique du peintre néerlandais Vincent van Gogh. Elle s'entoure du co-réalisateur Hugh Welchman. Pendant près de deux années, à partir des séquences filmées et adaptées de 800 lettres manuscrites du peintre, les artistes ont peint à l'huile chaque plan sur des grandes toiles. Le film est lauréat du prix du public lors du Festival international du film d'animation d'Annecy.

### Vie privée
Elle est mariée avec son collaborateur artistique Hugh Welchman ; depuis, elle signe ses œuvres sont le nom de DK Welchman (abréviation de « Dorota Kobiela »).

## Filmographie
Sauf indication contraire, les informations mentionnées dans cette section peuvent être confirmées par la base de données cinématographiques IMDb,  présente dans la section « Liens externes ».
À partir de La Jeune Fille et les Paysans, elle est créditée sous le nom de DK Welchman.

### Courts métrages
- 2004 : The Letter (animation)
- 2004 : Love Me (animation)
- 2005 : Mr. Bear (animation)
- 2006 : The Hart in Hand
- 2011 : Chopin's Drawings (animation)
- 2011 : Little Postman (animation)

### Longs métrages
- 2017 : La Passion Van Gogh avec Hugh Welchman
- 2023 : La Jeune Fille et les Paysans avec Hugh Welchman

## Distinctions
- 2011 : Prix du meilleur court métrage pour Little Postman, LA 3D Film, Los Angeles
- 2011 : Prix du meilleur court métrage pour Little Postman, 3D Stereo Media, Liège
- 2011 : Prix du meilleur court métrage pour Little Postman, 3D Film & Music Fest, Barcelone
- 2017 : Prix du public pour La Passion Van Gogh, Festival international du film d'animation d'Annecy